# Nagy-Kálózy Eszter
Nagy-Kálózy Eszter (Gyöngyös, 1966. január 25. –) Kossuth- és Jászai Mari-díjas magyar színésznő, érdemes és kiváló művész. Férje Rudolf Péter Kossuth- és Jászai Mari-díjas kiváló művész.

## Életpályája
Szülei Nagy-Kálózy Béla és Sávolyi Éva. 6 éves koráig Gyöngyösön éltek, majd Tatabányára költözött családjával. 1988-ban végzett a Színház- és Filmművészeti Főiskolán Kerényi Imre osztályában. 1986–1988 között a Madách Színház tagja volt. 1988–1990 között a kaposvári Csiky Gergely Színház színművésze volt. 1990–1993 között a Radnóti Színházban lépett fel. 1993–1996 között a Művész Színházban és a Thália Színházban szerepelt. 1997 óta a Kelemen László színkör tagja. 2000–2002 között az Új Színház tagja volt. 2003 óta a Veszprémi Petőfi Színházban szerepelt. 2013–2018 között a Nemzeti Színház művésze volt. 2018-2021 között a Centrál Színház tagja volt. 2021-től a Vígszínház színésznője.
Eleinte naivát alakított, később azonban nagyobb karakterszerepekkel sikert aratott.

## Magánélete
Első párja Quintus Konrád színész volt. Egy lányuk született: Flóra (1987). Második férje szintén színész, Rudolf Péter. 1990-ben kötöttek házasságot. Két gyermekük született: Olivér (1991) és Szonja (1994).

## Színpadi szerepek
- William Shakespeare: Lear....Susan
- Csehov: Cseresznyéskert....Ánya
- Kodály Zoltán: Székelyfonó....
- Szomory Dezső: Takáts Alice....Takáts Alice
- Hamlisch: Michael Bennett emlékére....Cassio
- Collodi: Pinokkió, a hosszúorrú fabáb története....Tündér
- Babarczy-Lukáts: Oidipusz király....Antigoné
- William Shakespeare: Othello....Desdemona
- Gombrowicz: Yvonne, burgundi hercegnő....Iza udvarhölgy
- Weöres Sándor: Holdbéli csónakos....Pávaszem
- Friedrich Schiller: Ármány és szerelem....Miller Lujza
- Romhányi József: Hamupipőke....Gyöngyike
- Csehov: Sirály....Zarecsnaja
- Molière: A képzelt beteg....Béline
- Füst Milán: Az árvák....Anna
- Goethe: Clavigo....Marie Beaumarchais
- Marivaux: Állhatatlan szeretők....Flaminia
- Bronte: Üvöltő szelek....Catherine Linton
- Dés László–Geszti Péter–Békés Pál: A dzsungel könyve....Bagira [forrás?]
- Victor Hugo: A királyasszony lovagja....Neuburgi Mária
- Carlo Goldoni: A hazug....Beatrice
- Fejes Endre: Rozsdatemető....Csele Juli
- Molière: Tartuffe....Dorine
- Claudel: Az angyali üdvözlet....Mara
- Mrozek: Szerelem a Krímben....Lili Koroljovna Szvetlova
- Harold Pinter: Hazatérés....Ruth
- Carlo Goldoni: A chioggiai csetepaté....Lucietta
- Csehov: Jubileum....Tatyána
- Csehov: Leánykérés....Natalja Sztyepanovna
- Cervantes Saavedra: Szószátyárok....
- Cervantes Saavedra: A szerelemféltő aggastyán....Dona Lorenza
- Cervantes Saavedra: A csodabarlang....
- Goethe: Stella....Stella
- William Shakespeare: És Rómeó és Júlia....[11]
- Schwajda György: Himnusz....Az asszony
- Molière: A mizantróp....Céliméné
- William Shakespeare: A vihar....Ariel
- Katona József: Bánk bán....Melinda
- Hamilton: Gázláng....Bella Manningham
- Williams: A vágy villamosa....Blanche
- Pozsgai Zsolt: Liselotte és a május....Liselotte
- Zerkovitz Béla:Csókos asszony....Rica-Maca [forrás?]
- Williams: Macska a forró bádogtetőn....Margaret
- Ibsen: Nóra....Nóra
- Dér András: Imitáció....Panka
- Allen: Central Park West....Carol
- Búss–Hársing–Rudolf: Keleti Pu....
- Clark: Mégis, kinek az élete?....Dr. Clare Scott
- Goethe: A Zöld Kígyó és a Szép Liliom....
- Békeffi István: A régi nyár....Mária
- Dimova: Anyák....
- Simon: Pletykafészek....Chris Gorman
- Albee: Állatkerti történet....Ann
- Sondheim: Egy nyári éj mosolya....Desirée Armfeldt
- Marivaux: A 2. váratlan szerelem....Márkiné
- Tolsztoj: Anna Karenina....Dolly Scserbackaja

## Filmjei

### Játékfilmek
- Az utolsó kézirat (1987)
- Eldorádó (1988)
- A másik ember (1988)
- Eszterkönyv (1989)
- Iskolakerülők (1989)
- Vigyázók (1993)
- Itt a földön is (1994)
- Balekok és banditák (1996)
- Az én kis nővérem (1996)
- A rózsa vére (1998)
- Üvegtigris (2000)
- Hamvadó cigarettavég (2001)
- A ház emlékei – Hetedíziglen (2002)
- Egy hét Pesten és Budán (2003)
- Parkélet (2003)
- Nomen est Omen, avagy Reszkess Szabó János! (2003)
- Magyar vándor (2004)
- Üvegtigris 2. (2006)
- Budakeszi srácok (2006)
- Eszter hagyatéka (2008)
- Intim fejlövés (2008)
- Így, ahogy vagytok (2010)
- Kaland (2011)
- 1945 (2017)
- Vándorszínészek (2018)

### Tévéfilmek
- Villámfénynél (1986)
- Aranyidő (1986)
- Csinszka (1987)
- Nyolc évszak 1–8. (1987)
- Levelek a zárdából (1989)
- Margarétás dal (1989)
- Édes Anna (1989)
- Ha már itt a tél (1990)
- Boldog ünnepeink (1991)
- Bohémélet (1992)
- Három boltoskisasszony (1992)
- Székelykapu (1993)
- Hanna (1993)
- A kert (1993)
- A fáklya (1995)
- Fekete karácsony (1995)
- Hello Doki (1996)
- Nemkívánatos viszonyok (1997)
- Három szerelem (1998)
- Amine emlékezete (1998)
- Na végre, itt a nyár! (2002)
- A szörnyek ebédje (2004)
- Gázláng (2004)
- Álomlátók (2008)
- Presszó (2008)
- Szégyen (2010)
- Keleti PU. (2010)
- A titkos szám (2010)
- Ármány és szerelem anno 1951 (2011)
- Mindenből egy van (2011–2016)
- Kossuthkifli (2015)
- Segítség! Itthon vagyok! (2020)
- Doktor Balaton (2022)
- Hazatalálsz (2023–2024)

### Szinkronszerepei
- A kincses bolygo (2002): Sarah Hawkins Laurie Metcalf

## Cd-k és hangoskönyvek
- Az vagy nekem...
- Bálint Ágnes: Mazsola
- Bálint Ágnes: Mazsola és Tádé
- Bálint Ágnes: Megint Mazsola

## Díjai
- Veszprémi Tv találkozó legjobb női alakítás díja (1987)
- Sanghai Nemzetközi Tv találkozó legjobb női alakítás díja, kritikusok díja, közönség-díj (1992)
- Jászai Mari-díj (1992)
- Magyar Művészetért díj (1993)
- Kelemen László-díj (1997)
- Don Quijote-díj (2000)
- Érdemes művész (2000)
- Prima díj (2006)
- Kiváló művész (2014)
- Sík Ferenc-díj (2014)[12]
- Amfiteátrum díj (2016)[13]
- Kossuth-díj (2017)
- Szörényi Éva-díj (2018)[7]
- Kopp-Skrabski-díj (2021)[14]